# Ассоциация коренных малочисленных народов Севера, Сибири и Дальнего Востока Российской Федерации
Ассоциа́ция коренны́х малочи́сленных наро́дов Се́вера, Сиби́ри и Да́льнего Восто́ка Росси́йской Федера́ции (АКМНСС и ДВ РФ; англ. Russian Association of Indigenous Peoples of the North (RAIPON)) — общероссийская общественная организация, основными целями которой являются защита прав человека и отстаивание интересов коренных малочисленных народов Севера, Сибири и Дальнего Востока России. Основана в марте 1990 года на первом съезде «Ассоциации народов Севера СССР» и зарегистрирована 24 ноября 1993 года как общественно-политическое движение для защиты интересов более чем 40 коренных малочисленных народов России. В 1999 году организация получила статус общероссийской общественной организации.
Первым президентом Ассоциации стал Владимир Санги, нивхский писатель и основатель нивхской литературы. В 1997 году его сменил Сергей Харючи, юрист ненецкого происхождения, возглавлявший организацию до 2013 года. На последующих выборах президентом избран Григорий Ледков, ненец и депутат Государственной думы, возглавляющий АКМНСС и ДВ по состоянию на 2024-й год.
На начальном этапе Ассоциация занималась поддержкой коренных народов, включая участие в разработке федеральных законов «О гарантиях прав коренных малочисленных народов» (1999 год) и «О территориях традиционного природопользования» (2001 год). Организация также оказывала юридическую помощь в случаях экологических угроз, например, в борьбе против нефтедобычи на Сахалине и строительства Эвенкийской ГЭС. По инициативе Ассоциации был создан реестр коренных народов, однако этот шаг вызвал критику за возможное использование реестра для усиления государственного контроля. После назначения Ледкова на пост президента деятельность Ассоциации подвергается критике за тесные связи с федеральной властью. По состоянию на 2024 год президиум организации включает преимущественно членов партии «Единая Россия» и региональных чиновников. В 2022 году Ассоциация поддержала российское вторжение в Украину, а в 2023-м — выдвижение Владимира Путина на пост президента.
Ассоциацию неоднократно критиковали за давление на активистов. Весной 2022 года от лица Ассоциации было подготовлено заявление в Генеральную прокуратуру о проверке публикаций на информационном ресурсе «Indigenous Russia» на наличие «экстремистской деятельности». Портал вели активисты «Абориген Форум» и «Россия коренных народов» (англ. Indigenous Russia), осудившие вторжение в Украину. В 2024 году Минюст внёс их и ряд других организаций в реестр экстремистских, что привело к невозможности функционирования организаций на территории России и эмиграции части активистов.
АКМНСС и ДВ РФ обладает специальным консультативным статусом при Экономическом и Социальном Совете ООН (ЭКОСОС) и статусом наблюдателя в Программе ООН по окружающей среде. Она участвует в работе Арктического совета, взаимодействует с комитетом Всемирной организации интеллектуальной собственности и Экспертным механизмом по правам коренных народов при ООН (ЭМПКН). Внутри России для разработки инициатив, связанных с компенсацией ущерба от хозяйственной деятельности и защиты прав коренных народов, Ассоциация сотрудничает с федеральными органами власти и крупными корпорациями, включая «Норникель», «Лукойл» и «Газпром нефть».

## История

### Создание
Инициатива создания АКМНСС исходила от активистов коренных народов, которые уже с середины 1980-х годов публично заявляли о тяжёлом положении коренных народов Севера. Так, в 1987 году группа хантыйских рыбаков и охотников, живущих на реках Большой и Малый Юган, направила обращение в Верховный Совет СССР, осуждая разрушение своих родовых земель, осквернение кладбищ и священных мест, а также развитие нефтяной промышленности в регионе. В 1989 году хантыйский писатель Еремей Айпин публично осудил уничтожение природы Сибири. Также ханты и ненецкие оленеводы под руководством активиста, поэта и оленевода Юрия Вэллы вышли на протест против нефтяников, чьи действия в регионе сильно влияли на популяцию оленей.

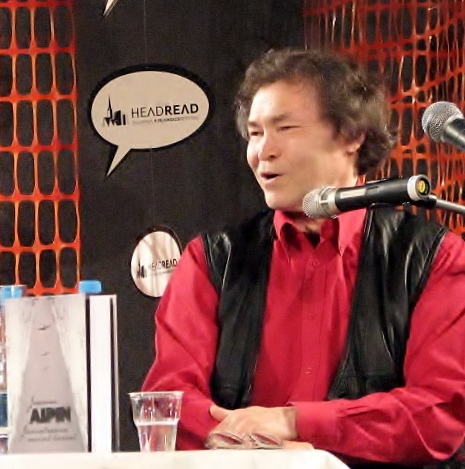
Еремей Айпин в 2011 году

Политический активизм и самоорганизация коренных народов в поздний советский период поддерживался властями. В апреле 1988 года к Михаилу Горбачёву обратилась группа писателей народов Севера, рассказывая о тяжёлом положении коренных малочисленных народов Севера. После рассмотрения письма писателей было принято постановление секретариата ЦК КПСС, которое во многом послужило началом активного обсуждения в обществе проблем коренного населения Севера. В 1989 году был опубликован текст Платформы КПСС по национальному вопросу о необходимости создания на местах общественных организаций коренных жителей Севера. В результате энтузиасты из числа национальной интеллигенции стали объединяться в товарищества по защите прав и интересов коренного населения.
В 1988 году писатель Владимир Санги, представитель нивхского народа, первым предложил создать общенациональную ассоциацию коренных народов советского Севера. Он получил поддержку советского правительства, и уже 30 и 31 марта 1990 года в Большом Кремлёвском дворце при участии президента СССР Михаила Горбачёва и председателя Совета Министров СССР Николая Рыжкова прошёл первый съезд «Ассоциации народов Севера СССР». Делегаты от 26 коренных народов России представили инициативы по созданию общественно-политического совета, который бы защищал права и интересы каждого народа. Среди ключевых тем обсуждения была Декларация свободного развития народов Севера, принятая уже в 1991 году.
Одновременно с этим в регионах начали формироваться региональные отделения коренных народов, большинство из которых основывались на принципе территориального представительства. Например, были созданы «Ассоциация коренных малочисленных народов Севера в Якутии» и «Ассоциация коренных малочисленных народов Севера Хабаровского края». Некоторые организации основывались на этническом принципе, такие как ассоциация «Тхсаном» на Камчатке, представляющая ительменский народ. Эти организации, как правило, создавались представителями коренных народов, проживавшими в городах, и зачастую использовали помещения и ресурсы, предоставленные местными властями.
«Ассоциация коренных малочисленных народов Севера, Сибири и Дальнего Востока Российской Федерации» (АКМНСС и ДВ; англ. Russian Association of Indigenous Peoples of the North (RAIPON)) была официально зарегистрирована как общественно-политическое движение 24 ноября 1993 года. Её основной задачей стала защита интересов более чем 40 коренных малочисленных народов России. В июле 1999 года организация изменила свой статус, став общероссийской общественной организацией.
В 1997 году Ассоциация открыла постоянный офис в Москве и сформировала команду активистов и защитников прав коренных народов, работающих на постоянной основе.

### Становление
В начале 2000-х годов Ассоциация активно участвовала в международных процессах, направленных на защиту прав коренных народов и повышение их представительства. Представители коренных народов России принимали участие в Рабочей группе ООН по вопросам коренных народов, вносили вклад в разработку Декларации ООН о правах коренных народов и участвовали в создании Постоянного форума ООН по вопросам коренных народов. В 1996 году, с созданием Арктического совета — межправительственного органа, объединяющего страны Арктического региона, — Ассоциация получила статус постоянного участника. Совместно с Советом Федерации Ассоциация организовала международные круглые столы, посвящённые участию коренных народов в политической жизни стран арктического региона.
В 1999 году, в рамках совместного проекта с Саамским советом и Центром GRID-Арендал (Полярным центром Программы ООН по окружающей среде), Ассоциация начала реализацию новой информационной стратегии, выпустив журнал «Мир коренных народов: Живая Арктика». Журнал распространялся среди 1500 получателей, включая лидеров коренных народов, региональные организации и государственные органы. Был также создан информационный центр в Москве, который инициировал формирование сети региональных центров.

### Давление со стороны федеральных властей
Во время второго президентского срока Владимира Путина правительство приняло многочисленные поправки к федеральным законам, неблагоприятно влияющие на права коренных народов. Были внесены изменения в законы, регулирующие охоту, рыболовство и землепользование, включая введение аукционов на рыболовные и охотничьи территории. Это привело к тому, что коренные общины потеряли доступ к своим исконным землям, поскольку эти территории были приобретены коммерческими структурами через процесс аукциона. В 2007 году три автономных округа — Корякский, Таймырский (Долгано-Ненецкий) и Эвенкийский — были упразднены. Корякский округ вошёл в состав нового Камчатского края, а Таймырский и Эвенкийский округа были преобразованы в районы Красноярского края. Эти изменения нанесли значительный ущерб их населению, привели к упадку инфраструктуры бывших автономий и сократили возможности участия коренных народов в процессах принятия решений. Также наблюдалось заметное увеличение участия должностных лиц из администрации президента Медведева, правоохранительных органов и ФСБ в деятельности движений коренных народов. Представители правительственных ведомств начали принимать активное участие в мероприятиях, связанных с коренными народами, и начали влиять на внутренние процедуры и документацию организаций. В этот период Ассоциация продолжала защищать права коренных народов, проводя семинары, публикуя учебные материалы и оказывая юридическую поддержку. Однако усиление государственного контроля существенно осложнило её работу.
Стратегические цели России в Арктике, объявленные в 2008 году, включали признание ряда рисков, с которыми сталкиваются коренные народы российского Арктического региона, и необходимость борьбы с этими рисками. В 2009 году Владимир Путин утвердил Концепцию устойчивого развития коренных малочисленных народов Севера, Сибири и Дальнего Востока Российской Федерации, что также вызвало критику со стороны представителей Ассоциации, которые поставили под сомнение искренность российского правительства, поскольку на практике оно систематически нарушало права коренных народов в Арктике: «не является очевидным, что в механизме реализации будут заложены базовые принципы участия самих коренных малочисленных народов в принятии решений. Необходимо кардинальное изменение системы государственного управления вопросами развития коренных народов […]». Это привело к тому, что в ноябре 2012 года российское правительство приостановило деятельность организации и потребовало изменений в руководстве организации, чтобы она могла продолжить свою работу. Формальной причиной стало несоответствие её устава законодательству и наличие среди членов организаций, не являющихся юридическими лицами. Минюст также указывал на результаты проверки, поставившие под сомнение общероссийский статус организации. Ведомство заявило, что в 2010 и 2011 годах направляло Ассоциации предупреждения и предписания об устранении нарушений, которые, по их утверждению, так и не были учтены.
Активисты и независимые журналисты связали действия Минюста с общим усилением контроля над гражданским обществом, которое началось в ответ на массовые протесты 2011—2013 годов. Давление на Ассоциацию рассматривалось как часть государственной политики по ограничению независимых общественных организаций, что сопровождалось введением законов об иностранных агентах и нежелательных организациях.
В ответ на решение Минюста Ассоциация обратилась к президенту России с просьбой предотвратить её ликвидацию. Параллельно она подала судебный иск, оспаривая решение о приостановке своей деятельности. В 2013 году организация возобновила свою работу. Журналисты «Новой газеты» предположили, что это могло быть связано с международным признанием Ассоциации: её статус постоянного участника Арктического совета и консультативный статус при Экономическом и Социальном Совете ООН (ЭКОСОС) делали её ликвидацию нежелательной из-за возможного резонанса на международной арене.

### Выборы 2013 года
В 2013 году в Ассоциации прошли выборы президента. Кандидатами стали лидер Ассоциации коренных народов Чукотки Анна Отке, вице-президент Ассоциации Павла Суляндзига и депутат Государственной думы ненецкого происхождения Григорий Ледков. Несмотря на то, что Ледков представлял коренные малочисленные народы Севера, Сибири и Дальнего Востока в Государственной думе с 2011 года, на тот момент он был в значительной степени неизвестен среди представителей коренных народов. Павел Суляндзига уже занимал пост в рабочей группе ООН по правам человека, транснациональным корпорациям и бизнесу от Восточной Европы. Сергей Харючи, бывший президент Ассоциации, называл Ледкова человеком, близким к властным структурам.
В первом туре голосования Ледков получил 139 голосов, Отке — 27, а Суляндзига — 190. Павел Суляндзига позже рассказывал, что после первого тура к нему подошёл человек, в котором знакомый Павла опознал высокопоставленного прокурора, и задал вопрос: «Ты не боишься за своих детей?». Уточнив, стоит ли считать это угрозой, Павел услышал: «Нет-нет, это просто вопрос». Во втором туре Суляндзиге до победных ⅔ голосов делегатов не хватало лишь 11 голосов. Однако перед третьим туром он снял свою кандидатуру, заявив, что знакомый из силовых структур предупредил его о возможных последствиях для семьи в случае победы. В результате новым президентом стал Григорий Ледков. В знак протеста часть делегатов покинула зал заседаний. После выборов Павла Суляндзигу исключили из Ассоциации.

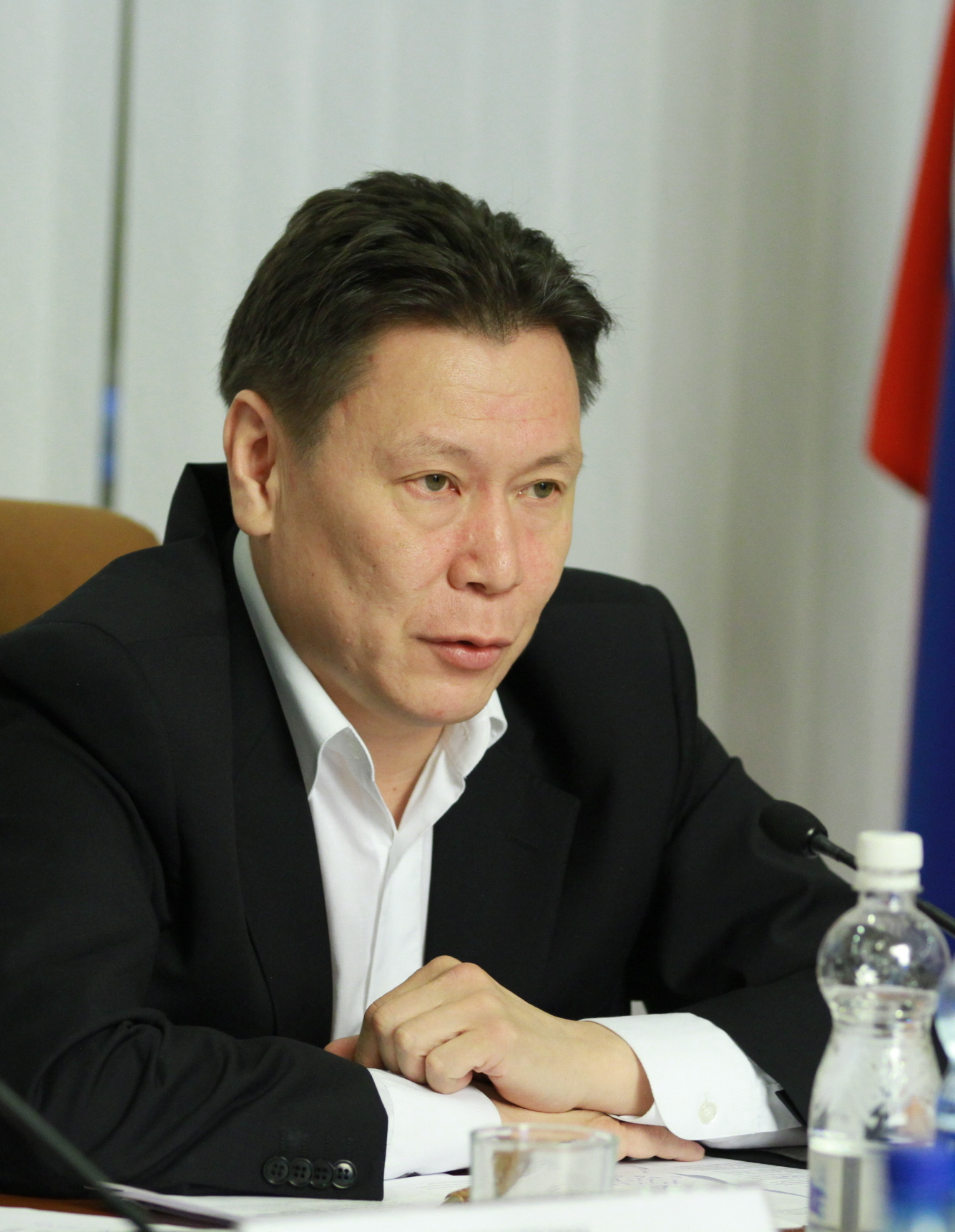
Действующий президент Ассоциации Григорий Ледков, 30 мая 2014 года

### Поддержка вторжения в Украину
Григорий Ледков поддержал аннексию Крыма и посещал полуостров в составе ямальской делегации в 2016 году. Там он заявил: «Для жителей Тюменской области, как и для каждого россиянина, историческое возвращение Крыма на Родину стало по-настоящему счастливым событием». Ледков также стал одним из инициаторов отправки ямальских детей в пионерский лагерь в Крыму.
В 2022 году Ассоциация заявила о поддержке российского вторжения в Украину. На заседаниях ООН её представители высказывались «о недопустимости возрождения нацистской идеологии». В начале полномасштабной войны организация направила Владимиру Путину письмо, одобряющее вторжение. Под письмом стояли 33 подписи: две от физических лиц — президента и вице-президента Ассоциации, остальные — от различных организаций коренных народов. Ряд других российских объединений коренных народов, не подписавших письмо, также выразили поддержку агрессии.. Зимой 2023 года Ассоциация поддержала выдвижение Путина на новый президентский срок. Региональные отделения Ассоциации участвовали в сборе средств на гуманитарную помощь российским военным и критиковали иностранные компании, прекратившие работу в России. По состоянию на 2024 год организация продолжала заниматься гуманитарной помощью для российских солдат в Украине.

### Международная критика и раскол среди коренных народов
Согласно уставу Ассоциации, вмешательство органов государственной власти в её деятельность недопустимо. Однако по состоянию на 2024 год состав президиума демонстрирует тесные связи с федеральными и региональными властями. В президиум входят два действующих сенатора — Александр Новьюхов и Анна Отке, а также девять политиков и чиновников на региональном или федеральном уровне. Оставшиеся трое членов президиума связаны с бывшими депутатами, чиновниками или их семьями Представителей партии «Единая Россия» в президиуме восемь человек. Среди наиболее заметных представителей президиума: замгубернатора Ненецкого автономного округа Юрий Хатанзейский, депутаты Заксобрания Красноярского края Валерий Вэнго и Сергей Сизоненко, депутаты Заксобрания ЯНАО Яунгад Эдуард и Чукотки Татьяна Романова. Среди членов президиума — Артур Гаюльский, дядя депутата Заксобрания Красноярского края Андрея Гаюльского и брат депутата Госдумы I и II созывов и бывшего советника губернатора Красноярского края Виктора Гаюльского, и Нина Вейсалова, бывшая советница губернатора Иркутской области. Один из ветеранов Ассоциации, Андрей Кривошапкин, четыре раза избирался депутатом Госсовета Республики Саха (Якутия) и поработал в Госдуме.
Решение Ассоциации поддержать войну вызвало серьёзный раскол среди коренных народов, включая саамов. Транснациональный саамский совет приостановил отношения с Ассоциацией кольских саамов и Общественной организацией саамов Мурманской области. Некоторые антивоенные активисты из числа саамов, такие как Андрей Данилов, были вынуждены эмигрировать. Многие активисты коренных народов России критикуют Ассоциацию за несоответствие её заявлений интересам всех коренных народов страны. В 2022 году антивоенные активисты основали Международный комитет коренных народов России (МККНР) для противодействия деятельности Ассоциации и освещения нарушений прав коренного населения.
Активисты из числа коренных народов, вынужденные покинуть страну из-за давления государства, стремятся выступать в международных организациях для привлечения внимания к проблемам коренных народов в России. Двумя важнейшими площадками стали Экспертный механизм по правам коренных народов (ЭМПКН) и Постоянный форум ООН по вопросам коренных народов. Сессии ЭМПКН проходят ежегодно в течение одной недели в Женеве. С докладами на сессиях ЭМПКН могут выступать представители неправительственных организаций вне зависимости от наличия консультативного статуса при ЭКОСОС, учёные и эксперты по правам коренных народов, а также национальные правозащитные институты. В состав ЭМПКН на постоянной основе входят семь экспертов, как правило — представители коренных народов. На 2024 год сопредседателем ЭМПКН является Антонина Горбунова — бывший руководитель правовой службы АКМНСС и ДВ и исполнительный директор объединения КМНСОЮЗ.
Однако активистам, противостоящим официальной политике АКМНСС и ДВ, неоднократно отказывали в участии в сессиях ЭМПКН, тогда как российские делегаты и представители Ассоциации стабильно получали право на выступления. Так, в июле 2024 года заявки бурятской активистки и соучредительницы фонда «Коренные народы России» (англ. Indigenous of Russia) Виктории Маладаевой, саха-активистки Вилюи Чойновой и бурятской активистки Марины Ханхалаевой на участие в 17-й сессии ЭМПКН в Женеве были отклонены. По их мнению, причиной недопуска стало давление российских властей, стремящихся сохранить своё влияние в одной из немногих структур ООН, где Россия сохраняет позиции после начала полномасштабного вторжения в Украину. Заявление недопущенных активисток зачитала Яна Таннагашева — вместе с мужем Владиславом Таннагашевым они были единственными антивоенными представителями коренных народов, присутствующими на сессии. В ответ на выступление Таннагашевой представитель России обвинил активистов в «злоупотреблении статусом коренных народов в данном зале», отрыве от своих общин и жизни за границей, получении поддержки от стран Запада — «бывших колониальных держав» и трансляции их политики.
Тем временем российские официальные делегации, представляющие коренные народы, формируются из лояльных власти представителей, продвигающих проправительственную риторику. В апреле 2024 года бывший полицейский Андрей Метелица, представляющий Камчатскую региональную ассоциацию, выступил на 23-й сессии Постоянного форума ООН по вопросам коренных народов. В своём докладе он заявил, что санкции против России негативно сказываются на жизни коренного населения, ограничивая их возможности участия в международных организациях, и призвал снять санкции с российских промышленных компаний. Метелица также подчеркнул, что восстановление возможности прохождения международного аудита российскими компаниями, учитывающего социальные и экологические аспекты, является важным шагом для использования этих стандартов в защите прав коренных народов. В Нью-Йорк он прибыл бизнес-классом, за что подвергся критике.

## Организация

### Руководство

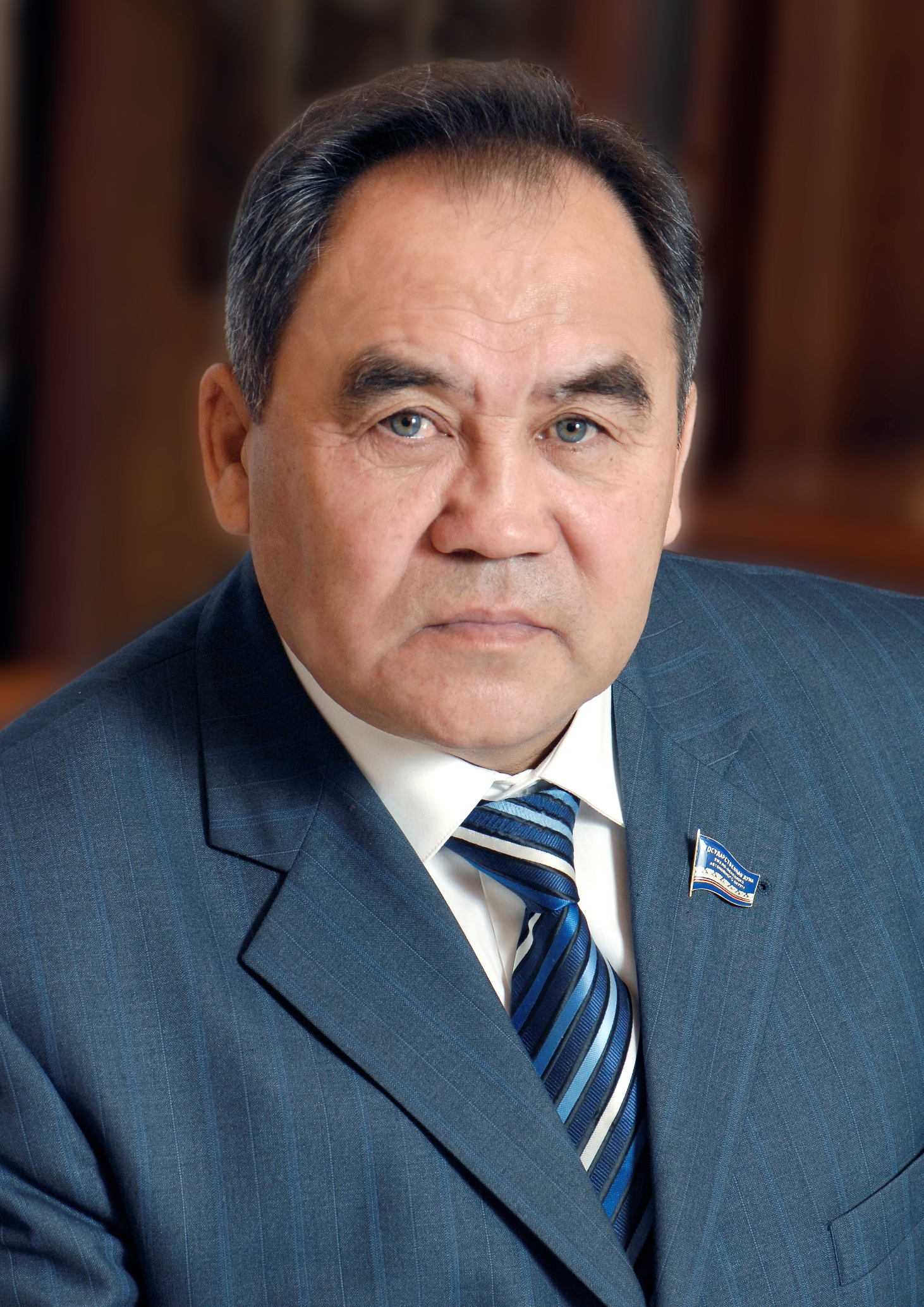
Сергей Харючи, 10 июня 2014 года

Первым президентом АКМНСС и ДВ стал публицист и основатель нивхской литературы Владимир Санги. В 1994 году президентом Ассоциации был выбран хантыйский писатель Еремей Айпин. На III съезде АКМНСС и ДВ в 1997 году новым главой ассоциации был избран оленевод и ямальский политик Сергей Харючи. В том же году вице-президентом организации стал удэгеец Павел Суляндзига, который в 2001 году был назначен первым вице-президентом организации. С 2013 и по настоящее время (по состоянию на 2024 год) Ассоциацией руководит Григорий Ледков.
Осенью 2024 года сенатор от Югры и вице-президент Ассоциации Александр Новьюхов заявил о своём намерении участвовать в выборах президента организации. В своём обращении, опубликованном в социальных сетях, он подчеркнул необходимость более активного продвижения интересов коренных народов в диалоге с властью и бизнесом. В октябре 2024 года лидеры общественных объединений КМНСС и ДВ опубликовали заявление, где раскритиковали политику Григория Ледкова, отмечая снижение открытости диалога, выборочный подход к участию в региональных мероприятиях и отказ от сотрудничества с благотворительным фондом поддержки малочисленных народов. По данным СМИ, после публикации этого заявления Ледков был вызван в Администрацию президента. Вскоре он инициировал пиар-кампанию в свою поддержку, в рамках которой во «ВКонтакте» появились видеоролики, где члены Ассоциации благодарили его за вклад в работу организации. Очередные выборы президента Ассоциации пройдут 25 апреля 2025 года. По данным СМИ, Ледков не примет участия в выборах, и основным кандидатом будет Новьюхов.

### Структура
Ассоциация объединяет региональные организации коренных народов, налаживая сотрудничество и создавая офисы в таких регионах, как Приморский край, Камчатка и Сахалинская область. Общая стратегия формируется на регулярных общих собраниях, а руководители региональных отделений избираются непосредственно на местном уровне. Региональные отделения обладают организационной и финансовой самостоятельностью, примерами таких организаций являются Ассоциация ненецкого народа «Ясавэй» Ненецкого автономного округа, Общество вепсской культуры, Ассоциация кольских саамов.
Ассоциация выступает связующим звеном между региональными запросами и федеральными органами власти. В её составе представлен 41 коренной народ России с общей численностью более 270 тысяч человек. Высшим органом управления является Съезд коренных малочисленных народов, который проводится раз в четыре года. Между съездами функционируют президиум и координационный совет.
Северо-Западный федеральный округ:
- Ассоциация кольских саамов (Мурманская область, Мурманск)
- Ассоциация ненецкого народа «Ясавэй» (Архангельская область, Ненецкий автономный округ, Нарьян-Мар)
- «Изьватас» (Республика Коми, Ижемский район, Мохча)
- ЛРОО «Вепсская община» (Ленинградская область, Подпорожский район, деревня Лукинская)
- Общество вепсской культуры (Карелия, Петрозаводск)
- Региональное отделение АКМНСС и ДВ РФ в Санкт-Петербурге (Санкт-Петербург)

Уральский федеральный округ:
- Ассоциация коренного малочисленного народа Севера Свердловской области манси (Свердловская область)
- «Кедр» (Тюменская область, Тюмень)
- Спасение Югры (Ханты-Мансийский автономный округ — Югра, Ханты-Мансийск)
- «Ямал – потомкам!» (Ямало-Ненецкий автономный округ, Салехард)

Сибирский федеральный округ:
- Арун (Возрождение) (Красноярский край, Байкит)
- Ассоциация коренных малочисленных народов Севера Красноярского края (Красноярск)
- Ассоциация коренных малочисленных народов Таймыра Красноярского края (Красноярский край, Дудинка)
- Ассоциация шорского народа «Шория» (Кемеровская область, Шерегеш)
- «Звенящий кедр» (Республика Алтай)
- «Колта куп» (Обской человек) (Томская область, Тимирязевское)
- Объединение кумандинцев Алтая (Алтайский край, Бийск)
- Союз содействия коренным малочисленным народам Севера Иркутcкой области
- «Тос-Чадыр» (Берястяной чум) (Республика Тыва, Кызыл)
- Хакасская Ассоциация шорского народа
- «Эне-Байат» (Кемеровская область, Беково)

Дальневосточный федеральный округ:
- «Ансарко» (Камчатский край, Никольское)
- Ассоциация коренных малочисленных народов и этнических групп Севера (Магаданская область, Магадан)
- Ассоциация коренных малочисленных народов Севера (Амурской области, Благовещенск)
- Ассоциация коренных малочисленных народов Севера Камчатского края (Камчатский край, Петропавловск-Камчатский)
- Ассоциация коренных малочисленных народов Севера Республики Бурятия (Республика Бурятия, Улан-Удэ)
- Ассоциация коренных малочисленных народов Севера Хабаровского края (Хабаровский край, Хабаровск)
- Ассоциация коренных малочисленных народов Севера Якутии (Республика Саха, Якутск)
- Ассоциация коренных малочисленных народов Чукотки (Чукотский автономный округ, Анадырь)
- Ассоциация малочисленных народов Севера (Забайкальский край, Новая Чара)
- Корякия (Камчатский край, Палана)
- Союз коренных малочисленных народов Приморского края (Приморский край, Владивосток)
- Союз коренных народов Сахалина (Сахалинская область)
- «Тхсаном» (Камчатский край, Ковран)

Алеуты, Алюторцы, Вепсы, Долганы, Ительмены, Камчадалы, Кереки, Кеты, Коряки, Кумандинцы, Манси, Нанайцы, Нганасаны, Негидальцы, Ненцы, Нивхи, Ороки (ульта), Орочи, Саамы, Селькупы, Сойоты, Тазы, Теленгиты, Телеуты, Тофалары (тофа), Тубалары, Тувинцы-тоджинцы, Удэгейцы, Ульчи, Ханты, Челканцы, Чуванцы, Чукчи, Чулымцы, Шорцы, Эвенки, Эвены (ламуты), Энцы, Эскимосы, Юкагиры

### Финансирование
Ассоциация получает финансирование через своего благотворительного партнёра — некоммерческую организацию «Фонд поддержки коренных малочисленных народов Севера, Сибири и Дальнего Востока». Руководителем фонда является 72-летний Виктор Максов. Информация о его профессиональной деятельности до работы в фонде практически отсутствует, однако совместное расследование «Арктиды», «Вёрстки» и «7x7» предполагает возможную связь Максова с силовыми структурами. Отмечается, что его сын Денис женат на Екатерине Кульбе — дочери генерал-лейтенанта ФСБ и заместителя главы Контрольного управления администрации президента РФ Андрея Кульбы.
Фонд получает значительную поддержку от крупных корпораций, работающих в местах традиционного проживания коренных народов. В 2022—2024 годах, по данным того же расследования, фонд получил 78 миллионов рублей пожертвований. Из них 49 миллионов рублей предоставил «Норильский никель», 25 миллионов поступили от дочернего предприятия «Лукойла» — «ЛУКОЙЛ-Западная Сибирь», ещё 3 миллиона рублей — от компании «Газпромнефть» через её дочернюю структуру «Русснефть». Наибольшие расходы фонда за 2022 год связаны с транзакциями в пользу компании ООО «Синхротел». По данным журналистов, эта компания связана с Игорем Бариновым, бывшим сотрудником ФСБ и главой Федерального агентства по делам национальностей (ФАДН), которое активно сотрудничает с Ассоциацией. ООО «Синхротел» принадлежит родителям невестки Баринова — Татьяне и Игорю Горбачёвым.

## Деятельность

### Защита прав коренного населения
Основной задачей Ассоциации является защита прав человека и отстаивание интересов коренных малочисленных народов Севера, Сибири и Дальнего Востока России по трём направлениям: правовому, международному и молодёжному. В рамках правового направления организация работала над предложениями по изменению законодательства в интересах коренных народов и оказывает юридическую помощь представителям общин. Для этого Ассоциация взаимодействует с Федеральным Собранием, сотрудничает с Правительством и .
После распада колхозов и советской системы снабжения Арктического региона многие коренные народы вернулись к традиционным промыслам — охоте, рыболовству и собирательству. В первые годы своей работы Ассоциация сосредоточилась на разработке законов, направленных на защиту этих прав. С 1999 по 2001 год были приняты три федеральных закона, защищающих права и территории коренных народов: «О гарантиях прав коренных малочисленных народов Российской Федерации» (1999 год), «Об общих принципах организации общин» (2000 год) и «О территориях традиционного природопользования» (2001 год). Однако реализация закона о территориях традиционного природопользования оказалась затруднительной: к 2008 году из-за отсутствия нормативных актов ни одной такой территории создано не было.

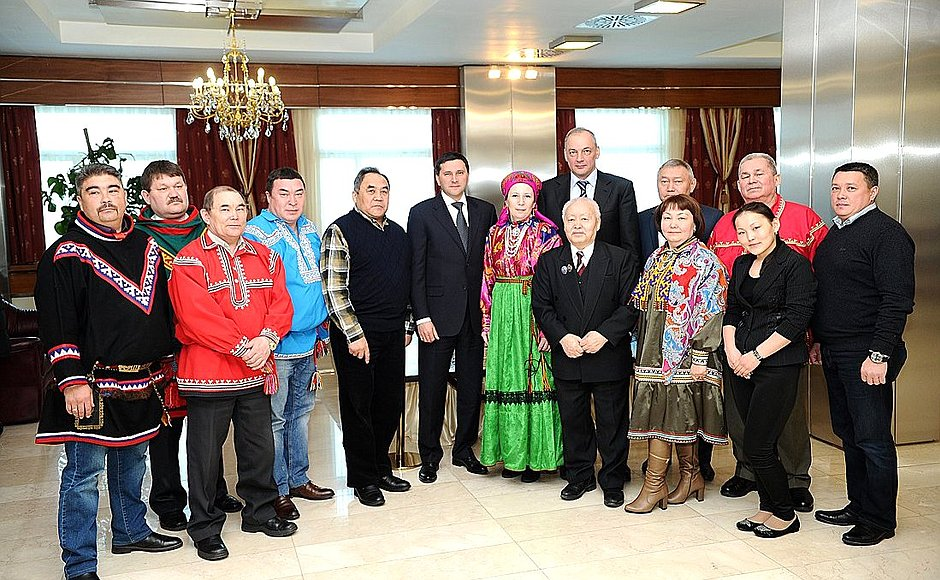
Российские политики Магомедсалам Магомедов и Дмитрий Кобылкин на встрече с представителями АКМНСС и ДВ РФ в апреле 2014 года

По мнению политолога Александра Безделова, расцвет Ассоциации пришёлся на 1990-е и 2000-е годы. В этот период она активно противостояла крупным нефтяным компаниям, претендующим на земли коренных народов, богатые природными ресурсами, такими как нефть, газ, уголь и золото. Так, в 2005 году Ассоциация помогла коренным народам Сахалина (нивхам, эвенкам, орокам и нанайцам) заключить соглашение с ExxonMobil. Корпорация строила трубопроводы, что значимо вредило рыбным ресурсам Сахалина, и сперва не шла на переговоры с местными. Однако в дальнейшем под давлением представители ExxonMobil стали консультироваться с Ассоциацией по вопросам проектирования и строительства.
В 2008 году Ассоциация выступила против строительства Эвенкийской ГЭС на реке Нижняя Тунгуска. Планируемое водохранилище площадью более одного миллиона гектаров угрожало затоплением шести эвенкийских поселений с населением более 6 тысяч человек. Для эвенков переселение означало бы утрату традиционного уклада жизни. В сентябре 2009 года в посёлке Тура, который планировалось затопить в рамках строительства ГЭС, прошли общественные слушания. Местные жители выразили свое несогласие с проведением начатых годом ранее подготовительных работ и выступили за их прекращение. По состоянию на 2024 год власти по-прежнему продолжают рассматривать возможность реализации проекта, однако судьба ГЭС остаётся неопределённой.
В 2012 году при поддержке Ассоциации в Амурской области удалось отменить проект добычи золота, который угрожал экологической безопасности региона. Компания ЗАО «Хэргу» планировала разрабатывать месторождения на ручьях Ивановский и Богородский, являющихся важными источниками пресной воды для местного населения. Решение о запрете добычи было принято после признания нарушения прав эвенкийской общины со стороны Федерального агентства по недропользованию.
В 2020 году, после разлива дизельного топлива на Таймыре, Ассоциация обратилась к президенту РФ с предложением разработать федеральную программу по защите исконной среды обитания коренных народов. Среди предложений были: проведение экологической экспертизы, мониторинг состояния среды, а также компенсация ущерба пострадавшим общинам. Согласно замглавы МЧС России Александру Чуприяну, разлив дизельного топлива в Норильске стал самым масштабным на планете за всё время. При этом вице-президент АКМНСС и ДВ Артур Гаюльский отметил, что разлив нефтепродуктов не повлечёт проблем для местных оленеводов. Экспертиза, инициированная Ассоциацией, оценила убытки коренных народов в 175 млн рублей. Экспертиза была проведена Проектным офисом развития Арктики (англ. Expert Center Project for Arctic Development), созданным в 2017 году для координации создания и распространения знаний об Арктике под эгидой Министерства развития Дальнего Востока и Арктики. Деятельность организации часто пересекается с официальной позицией правительства о состоянии дел в Арктике. В 2020 году на поддержку малочисленных народов Севера и возмещение экологического ущерба в результате разлива дизельного топлива «Норильским никелем» было направлено почти 94 млн рублей. Компания также пообещала выделить 2 млрд рублей в течение пяти лет на поддержку коренных народов Таймыра. Однако прямые выплаты местным жителям составляли значительно меньшую часть этой суммы. Например, на человека, по некоторым оценкам, приходилось около 250 тысяч рублей. Кроме того, в подготовленных «Норильским никелем» соглашениях предусмотрено, что общины отказываются от права требовать дополнительных компенсаций в будущем и не будут подавать иски о дополнительной компенсации.
К 2024 году деятельность Ассоциации в значительной степени сместилась к культурно-образовательным проектам, включая организацию концертов, выставок и семинаров. Это связано с усилившимся давлением федеральных властей на организацию после прихода к руководству Григория Ледкова. В рамках «молодёжного» направления эксперты Ассоциации и «КМНСоюз» запустили при МГИМО дипломатическую программу («Коренные малочисленные народы России. Школа общественной дипломатии») для представителей коренных малочисленных народов, а в Институте народов Севера РГПУ им. А. И. Герцена открыли представительство Ассоциации.
Несмотря на формальное наличие в России правовой базы, защищающей права коренных народов, в России по-прежнему отсутствует реальное исполнение законов, что фактически лишает коренные малочисленные народы их прав, в частности, гарантий защиты перед лицом масштабной добывающей промышленности в России.

### Международная деятельность
Ассоциация активно участвует в международной деятельности. АКМНСС и ДВ является постоянным участником Арктического совета и вносит вклад в принятие решений, касающихся арктических территорий и интересов коренных народов. Ассоциация также обладает консультативным статусом при Экономическом и Социальном Совете ООН (ЭКОСОС), предоставляющим платформу для обсуждения таких вопросов, как защита традиционного природопользования и сохранение культурного наследия. Она взаимодействует с комитетом Всемирной организации интеллектуальной собственности и Экспертным механизмом по правам коренных народов при ООН (ЭМПКН), имеет статус наблюдателя в Управляющем Совете Программы ООН по окружающей среде. Ассоциация сотрудничает с международной организацией Survival International, поддерживающей права коренных народов России.
Несмотря на международные санкции и дипломатическую изоляцию России после её вторжения в Украину, Ассоциация сохранила своё влияние в ЭКОСОС. Это участие приобретает особую важность на фоне российской стратегии усиления связей с «Глобальным Югом», которая использует советское наследие поддержки деколониальных движений в Южной Америке, Африке и Азии.
В рамках Арктического совета Ассоциация, как и другие постоянные участники, включая Союз саамов, Арктический совет атабасков, Международную ассоциацию алеутов, Международный совет гвичинов и Приполярный совет инуитов, участвует в разработке ключевых документов и решений. С 2021 года, в период председательства России в Арктическом совете, высказывались опасения, что Ассоциация как лояльная правительству организация может продвигать интересы нефтяных компаний и геополитические приоритеты России.
После февраля 2022 года большинство стран-членов приостановили участие в проектах с Россией. В июне 2022 года западные страны объявили о возобновлении работы над некоторыми проектами Арктического совета, исключив инициативы с участием России. В 2023 году Норвегия взяла на себя председательство в Совете, заявив о приоритете возобновления его работы. В августе 2023 года восемь стран-членов Арктического совета и шесть постоянных участников, включая Россию и Ассоциацию, согласовали новые руководящие принципы для возобновления деятельности рабочих групп. Эти группы занимаются подготовкой к чрезвычайным ситуациям и вопросами устойчивого развития.

### Лоббирование корпораций
Независимые исследователи и активисты отмечают, что после начала федерального давления в 2012 году Ассоциация всё чаще стала лоббировать интересы нефтяных и промышленных компаний. Согласно Международной рабочей группе по делам коренных народов, уже к 2016 году положение коренных народов России ухудшилось: защитные механизмы, охранявшие их земли, были ослаблены в пользу корпоративных интересов.
Согласно Декларации ООН о правах коренных народов, государства обязаны гарантировать соблюдение специальной процедуры, включающей принцип свободного, предварительного и осознанного согласия (СПОС). Это согласие должно быть получено перед началом добычи природных ресурсов или переселением коренных народов с их территорий. Компании, вовлечённые в такие проекты, также обязаны получать СПОС коренных общин на использование их земель или переселение. Однако корпорации нередко подкупают согласие предложениями построить инфраструктуру, отсутствующую в регионе. Например, в 2019 году «Норникель», администрация Таймырского района и «Енисейский объединённый банк» построили дома для переселения жителей посёлка Тухард. Однако переселение сорвалось из-за отсутствия в новом районе базовой инфраструктуры — электростанции, котельной и водоснабжения. Член президиума Ассоциации Валерий Ваенго заявил, что претензий к «Норникелю» нет, возложив ответственность на «Енисейский объединённый банк». Тем не менее местные жители продолжали протестовать против переселения. «Норникель» провела ряд консультаций с населением по программе переселения и развития поселка Тухард. В марте 2022 года, по инициативе компании, было подписано СПОС. От жителей поселка соглашение подписал Совет представителей. В 2023 году архитектурное бюро Wowhaus, «Норникель» и Агентство развития Норильска (АРН) приступили к разработке мастер-плана территории. В сентябре 2024 года «Норникель» заявил, что строительство будет запущено во втором квартале 2026 года.
В 2021 году «Норникель» и Ассоциация подписали договор, направленный на реализацию программ поддержки, включая строительство фельдшерско-акушерских пунктов и выпуск учебных материалов для изучения языков. Эта программа стала частью пятилетней инициативы на сумму более 2 млрд рублей.
Другой пример нарушения прав коренных народов связан с угольной компанией «Южная», которая в 2010 году начала разработку месторождений в районе посёлка Казас, традиционного места проживания шорцев. Из-за разработки въезд в посёлок стал возможен только через контрольно-пропускной пункт, а жизнь местных жителей осложнилась постоянными взрывами и загрязнением воды и воздуха. В 2012 году администрация города Мыски заключила соглашение с компанией «Южная» о выселении жителей и уничтожении посёлка, несмотря на несогласие шорцев. В 2013 году начался снос домов, и к 2024 году Казас был полностью разрушен. При этом Ассоциация и АШН «Шория» ничем не помогли уничтоженному шорскому посёлку
Зависимость Ассоциации от крупного бизнеса привела к тому, что после начала вторжения в Украину представители Ассоциации начали публично призывать к снятию санкций с российских компаний, включая «Норникель», утверждая, что ограничения лишают коренные народы возможности использовать международные экологические и правозащитные стандарты для защиты своих интересов.

## Поддержка репрессий оппозиции

Павел Суляндзига в 2011 году

Ассоциация подвергается критике за поддержку государственной политики, включая содействие репрессиям против активистов коренных народов. Как отмечает The Barents Observer, Россия усилила давление на правозащитные организации коренных народов перед председательством в Арктическом совете в 2021 году. К 2024 году Ассоциация осталась одной из немногих «легальных» представительств коренных народов Севера, Сибири и Дальнего Востока. Дмитрий Бережков, активист в эмиграции и бывший вице-президент Ассоциации, утверждает, что эти действия направлены на устранение критических голосов, поднимающих экологические вопросы, проблемы добычи ресурсов и вырубки лесов в Сибири и на Дальнем Востоке.
Правозащитники Родион и Павел Суляндзиги неоднократно заявляли о преследованиях со стороны российских властей, в которых, по их словам, участвовала и Ассоциация. В 2014 году Родион Суляндзига, критик Ассоциации и её бывший первый вице-президент, а также ряд других делегатов от коренных народов не смогли вылететь на конференцию ООН в Нью-Йорк, где они планировали выступить с докладом о конфликтах между коренными народами и нефтяными компаниями. На паспортном контроле в аэропорту Шереметьево пограничники изъяли паспорт Суляндзиги и позже вернули его без одной страницы, что сделало выезд невозможным. В 2015 году Минюст включил Центр содействия коренным малочисленным народам Севера (ЦСКМНС), основанный в 2000 году и возглавляемый Родионом Суляндзигой, в реестр «иностранных агентов». Организация была оштрафована на 300 тысяч рублей. В 2016 году Родион Суляндзига был задержан накануне проведения «Абориген Форума», неформального объединения экспертов коренных народов. Перед началом форума представители Ассоциации запросили участие в качестве наблюдателей, но получили отказ, поскольку, по мнению организаторов, Ассоциация утратила независимость и стала подконтрольной государству. Во время обыска у Суляндзиги изъяли ноутбук, что активист расценил как попытку давления. После отказа от иностранного финансирования в 2018 году Минюст исключил Центр из реестра, однако в 2019 году он был ликвидирован.
Также в 2016 году признали «иностранным агентом» Фонд развития коренных малочисленных народов Севера, Сибири и Дальнего Востока «Батани», созданный в 2004 году при участии Ассоциации и датской организации TGK Consult и возглавляемый Павлом Суляндзигой. В 2017 году Павел Суляндзига был вынужден эмигрировать в США и попросить там политическое убежище из-за давления властей. Помимо Суляндзиги страну покинули и другие активисты, включая Яну и Владислава Таннагашевых и Андрея Данилова.
Ассоциация коренных малочисленных народов Севера, Сибири и Дальнего Востока сыграла ключевую роль в разработке реестра коренных народов, запущенного в 2020 году. Президент Ассоциации Григорий Ледков подчёркивал необходимость реестра, отмечая, что существующий заявительный принцип идентификации для получения льгот и доступа к природным ресурсам является неэффективным. По мнению Ассоциации, реестр упростит доступ коренных народов к государственным льготам, таким как образовательные и медицинские услуги, а также обеспечит защиту их прав на традиционные территории и ресурсы. Одной из целей реестра также было заявлено предотвращение злоупотреблений, когда льготы получали лица, не имеющие отношения к коренным народам. Однако реестр был включён в систему мониторинга межнациональных и межконфессиональных отношений, ответственность за который возложена на ФСБ России. Это вызвало опасения критиков, что реестр может использоваться для усиления государственного контроля над коренными народами и мониторинга активистов под предлогом борьбы с экстремизмом.
Весной 2022 года Ассоциация подготовила заявление в Генеральную прокуратуру о проверке публикаций на информационном ресурсе «Indigenous Russia» на наличие «экстремистской деятельности». Портал вели активисты «Абориген Форум» и «Россия коренных народов» (англ. Indigenous Russia), осудившие вторжение в Украину. В конце июля 2024 года Минюст внёс в реестр экстремистских сразу 55 организаций, в том числе фонды «Свободная Бурятия», «Свободная Якутия», «Новая Тыва» и Международный комитет коренных народов России. Их посчитали «структурными подразделениями» несуществующей запрещённой организации «Антироссийское сепаратистское движение».

## Награды
В 1999 году Ассоциация была удостоена премии «Global 500» ООН за выдающиеся заслуги по охране природы российского Севера.